# Nienburgia
Nienburgia is een geslacht in de taxonomische indeling van de Rhodophyta. Deze micro-organismen zijn eencellig en meestal rond de 15-40 mm groot. Het organisme behoort tot de familie Delesseriaceae. Nienburgia werd in 1935 ontdekt door Johan Harald Kylin.